# Columbus (Nebraska)
Columbus je grad u američkoj saveznoj državi Nebraska. Prema popisu stanovništva iz 2010. u njemu je živjelo 22,111 stanovnika.